# اجتماع البلدة

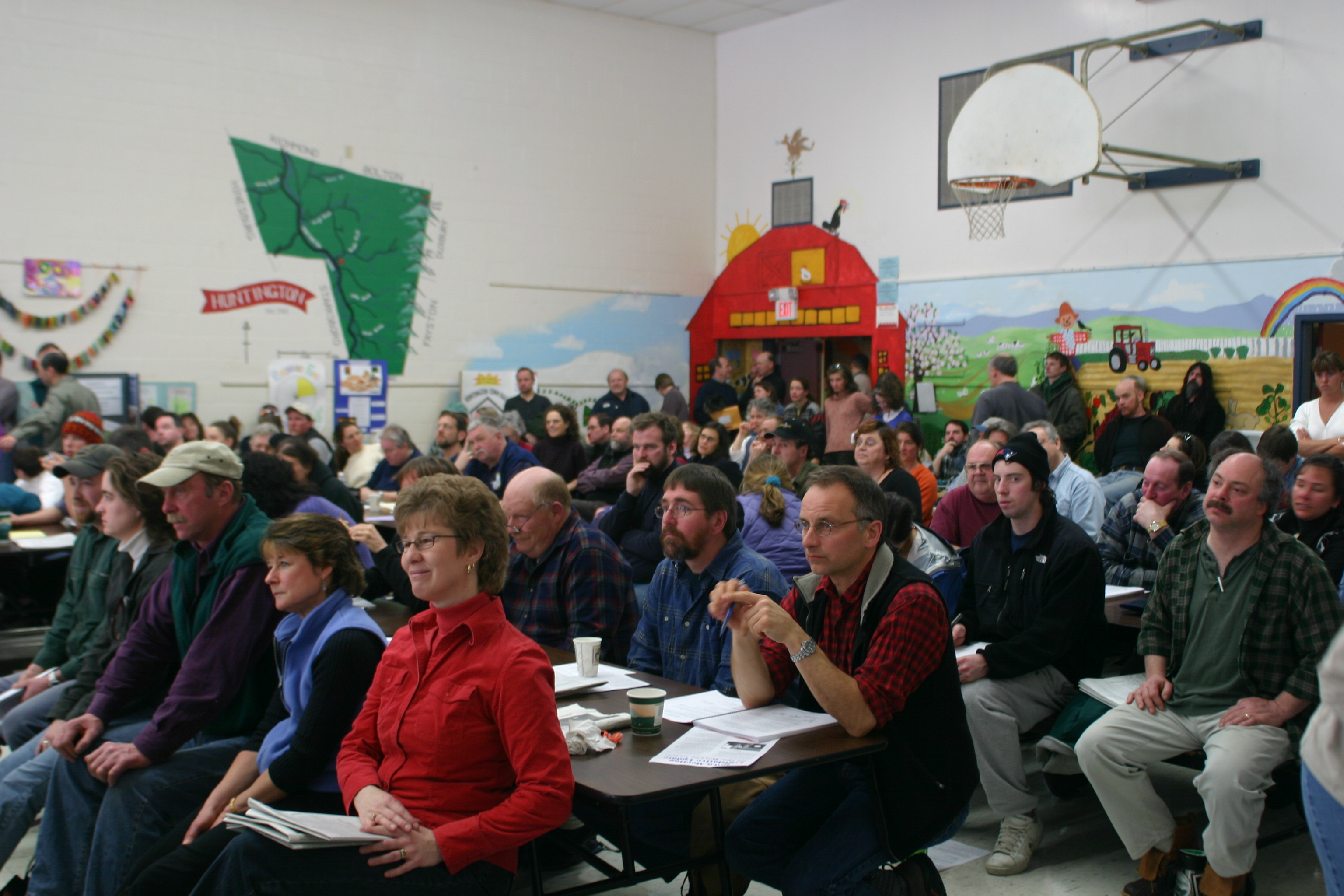

اجتماع البلدة هو شكل من أشكال الحكم الديمقراطي المباشر الذي يجتمع فيه معظم أعضاء المجتمع المحلي أو جميعهم، لتشريع السياسات والميزانيات الخاصة بالحكومة الوطنية. يعد اجتماعًا على مستوى البلدة أو المدينة حيث تتخذ القرارات، على النقيض من الاجتماعات البلدية التي عقدتها الدولة والسياسيون الوطنيون للرد على أسئلة من ناخبيهم، التي ليس لها سلطة اتخاذ القرار. استخدمت اجتماعات البلدة في أجزاء من الولايات المتحدة -أساسًا في نيو إنغلاند- منذ القرن السابع عشر.

## في الولايات المتحدة
اجتماع البلدة هو شكل من أشكال الحكم المحلي الذي يمارس في منطقة نيو إنغلاند الأمريكية منذ الحقبة الاستعمارية، وفي بعض الولايات الغربية منذ أواخر القرن التاسع عشر على الأقل. تجريها عادة مدن نيو إنغلاند، اجتماع البلدة يمكن أن يشير أيضًا إلى اجتماعات الهيئات الحكومية الأخرى، مثل المناطق التعليمية أو المناطق المائية. بالرغم من أن الاستخدامات والقوانين تختلف من ولاية إلى أخرى، فإن النموذج العام هو أن يجتمع سكان البلدة أو المنطقة التعليمية مرة واحدة سنويًا ويعملون كهيئة تشريعية، والتصويت على ميزانيات التشغيل، والقوانين، والمسائل الأخرى لتشغيل المجتمع للأشهر الإثني عشر التالية.

في عام 1854، قال هنري ديفيد ثورو، في خطاب بعنوان «العبودية في ولاية ماساتشوستس»:
عندما يجتمع المزارعون في بعض البلدات الريفية الغامضة، في اجتماع خاص للبلدة، للتعبير عن رأيهم في موضوع يزعج المنطقة، أعتقد أن هذا هو الكونغرس الحقيقي، والاجتماع الأكثر احتراما في الولايات المتحدة على الإطلاق.
قام البوريتانيون، الذين استخدمت كنائسهم نظام الحكم في الكنيسة التجمعية، بعقد اجتماعات للمدينة عندما أنشؤوا مختلف مستعمرات نيو إنغلاند.
ويمكن أن يتسبب استخدامه في اللغة الإنجليزية في حدوث تشويش، لأنهما حدثان في آن واحد، كما في «اجتماع بلدة فريتاون يوم الثلاثاء الماضي»، والوجود، إذ قُرر في اجتماع البلدة يوم الثلاثاء الماضي، بإعادة تشغيل طريق هولاند.
في العصر الحديث، استُخدم «اجتماع البلدة» من قبل المجموعات السياسية والمرشحين السياسيين كتسمية لمجموعة نقاش معتدلة يدعى فيها جمهور كبير. لتجنب الالتباس، غالبًا ما يطلق على هذا النوع من الأحداث «اجتماع مجلس البلدة».

### كونيتيكت
اجتماعات مدينة كونيتيكت هي منصة لجدول أعمال منشورة. على سبيل المثال، في ولاية كونيتيكت، قد يناقش «اجتماع البلدة» مقالًا معروضًا أمامهم، ولكن لا يجب تغييره، ولا يجوز لهم وضع عناصر جديدة على جدول الأعمال. إذا رفض اجتماع البلدة الميزانية، فيجب استدعاء اجتماع جديد للبلدة للنظر في الميزانية المقترحة التالية. يسمح قانون الولاية لمجلس المختارين باعتماد معدل الضريبة المقدرة ومواصلة العمل وفقًا للميزانية السابقة في حالة عدم اعتماد «اجتماع البلدة» ميزانية جديدة في الوقت المناسب.
وهي لا تمارس نطاق السلطات التشريعية كما هو معتاد في ماساتشوستس؛ على سبيل المثال، في حين أن العديد من مدن ماساتشوستس اعتمدت وعدلت لوائح استخدام الأراضي وتقسيم المناطق في اجتماع البلدة، في كونيتيكت اعتمد اجتماع البلدة «تقسيم المناطق» كمفهوم للمدينة، ولكن الكتابة الفعلية واعتماد لوائح محددة تقع في مجلس تخطيط وتقسيم منتخب أُنشئ من خلال اعتماد تقسيم المناطق.
يُختار المشرف في كل اجتماع. تُعقد الاجتماعات عادةً في قاعات المدارس، ولكن قد تُنقل إلى أماكن أكبر حسب الحاجة. يمكن أن تُعقد اجتماعات البلدة فعليًا في بلدة أخرى إذا لزم الأمر لإيجاد مساحة مناسبة لاستضافة الحضور. تؤخذ الأصوات شفهيًا، وإن كانت قريبة برفع الأيدي. غالبًا ما تُرفع الاجتماعات حول الموضوعات المثيرة للجدل إلى الاستفتاء الذي يتم عن طريق التصويت الآلي في المستقبل. قد يأتي هذا التأجيل من أرضية الاجتماع، أو عن طريق عريضة للحصول على ورقة أو اقتراع آلي قبل الاجتماع.
في البلدات التي يكون فيها اجتماع البلدة مفتوح، جميع الناخبين المسجلين في المدينة وجميع الأشخاص الذين يمتلكون ما لا يقل عن 1000 دولار من الممتلكات الخاضعة للضريبة مؤهلون للمشاركة في اجتماعات المدينة والتصويت عليها، باستثناء انتخاب المسؤولين. تتكون الاجتماعات التمثيلية للمدينة التي تستخدمها بعض المدن الكبيرة فقط من عدد كبير من الأعضاء المنتخبين للمناصب. تستخدم بعض المدن ما يسمى «اجتماع البلدة المالي»، إذ يوجد «اجتماع مفتوح للبلدة» بسلطة قضائية محدودة للتصويت على الشؤون المالية فقط، وتُمنح السلطات التشريعية للمدينة في مجلس المدينة.

### ماين
في ولاية ماين، نشأ نظام اجتماعات البلدة خلال الفترة التي كانت فيها ولاية ماين في ولاية ماساتشوستس. تعمل معظم المدن والبلدات تحت نموذج اجتماع البلدة للحكومة أو نسخة معدلة منه. تعقد ماين اجتماعات البلدة السنوية تقليديًا في مارس. يمكن أيضًا استدعاء اجتماعات بلدة خاصة من وقت لآخر.
إن الوكالة التنفيذية لحكومة البلدة منتخبة، ومجلس الإدارة غير متفرغ، وهو معروف باسم مجلس المختارين أو مجلس المختار، بالحصول على ثلاثة أو خمسة أو سبعة أعضاء. بين الدورات، يفسر مجلس المختارين السياسة الموضوعة في اجتماع البلدة ويُكلف بالعديد من الواجبات بما في ذلك: الموافقة على جميع النفقات غير المدرسية للمدن، التصريح ببناء وإصلاح الطرق السريعة، العمل كوكيل شراء للمواد غير المدرسية، إصدار التراخيص، والإشراف على سير جميع أنشطة البلدة. غالبًا ما يعمل المختارون غير المتفرغين أيضًا كمقيمين في المدينة، ومراقبين للفقراء، ومندوبين على الطرق. عمومًا، هناك ضباط منتخبون آخرون في المدينة تُحدد واجباتهم بموجب القانون. قد تشمل هذه موظفو الكتابة، والمقيمين، وجمع الضرائب، وأمين الصندوق، واللجنة المدرسية، والمجندين وغيرهم.
في عام 1927، تبنت مدينة كامدن ميثاقًا خاصًا، وأصبحت أول مدينة في ماين تطبق مفهوم المدير على إطار عمل اجتماع مختار المدينة. بموجب هذا النظام، يكون المدير هو الرئيس الإداري لحكومة البلدة، وهو مسؤول أمام مجلس الإدارة المختار لإدارة جميع الإدارات الخاضعة لسيطرتها. تشمل واجبات المدير القيام بدور وكيل الشراء، ورؤية أن القوانين والمراسيم تُنفذ، وتحديد المواعيد وعمليات الإزالة، وتحديد تعويضات المعينين.
في الفترة من 1927 إلى 1939، اعتمدت إحدى عشرة مدينة أخرى من ولاية ماين مواثيق خاصة لاختيار مديري الاجتماعات الخاصة بالمدينة على غرار ميثاق كامدن. اليوم، 135 مدينة في ماين لديها نظام اختيار مديري الاجتماعات في البلدة، بينما تستخدم 209 أنظمة للاجتماعات المختارة للمدينة.

### ماساتشوستس

#### التاريخ
كان اجتماع البلدة «الأداة البدائية متعددة الجوانب للسلطة المحلية». كانت الاجتماعات المبكرة غير رسمية، مع احتمال مشاركة جميع الرجال في البلدة. حتى عندما لم تمارسها بشكل كامل، «لم تكن قوة اجتماع البلدة دون حدود».
وضعت مبادئ لتنظيم الضرائب وتوزيع الأراضي؛ اشترت أرضًا للبلدة وحظرت استخدامها إلى الأبد لأولئك الذين لم يتمكنوا من دفع حصتهم في غضون شهر؛ قررت عدد أشجار الصنوبر التي يمكن أن تقطعها كل أسرة من المستنقع، وأي العائلات يمكن أن تغطي منزلها بلوح. صاغ الرجال الذين ذهبوا إلى تلك المدينة اجتماعًا للمبادئ المجردة التي سيعيشون بموجبها، وينظمون تفاصيل دقيقة للغاية عن حياتهم. أثرت القرارات التي اتخذوها على حياة أطفالهم وأحفادهم.
كانت اجتماعات المدينة غالبًا ما تشتهر بأنها «نشطة، مشبوهة، متناقضة، وغير مؤذية»، لكنها محترمة جدًا.
في عام 1692، أعلنت المحكمة الكبرى والعامة أن السلطة النهائية على اللوائح الداخلية تقع على عاتق اجتماعات البلدة، وليس على المختارين. بعد ذلك بعامين، في عام 1694، استولت المحكمة العامة على سلطة تعيين مقيّمين من مختارين وأعطتها لاجتماعات البلدة. منحت الهيئة التشريعية الاستعمارية لاجتماعات البلدة الحق في انتخاب المشرفين عليها في عام 1715، لكنه كان بالفعل في الممارسة العملية لعدة سنوات في مدن مثل ديدهام.
يشترط قانون المستعمرة على جميع الناخبين أن يكونوا أعضاء في الكنيسة حتى عام 1647، على الرغم من أنه قد لا يُطبّق. تغير القانون في عام 1647، ما يتطلب أن يكون عمر الناخبين أكبر من 24 عامًا. أضافت المستعمرة مطلبًا جديدًا مفاده أن الرجل يجب أن يمتلك ممتلكات خاضعة للضريبة لا تقل عن 20 جنيهًا في عام 1658، وزاد هذا المبلغ إلى 80 جنيهًا في عام 1670. كان لقانون 1670 بند جدّي يسمح لجميع الذين كانوا مؤهلين في السابق بالاحتفاظ بامتيازاتهم. في 1691، خُفّض شرط الملكية إلى 20 جنيهًا.
في انتخابات المحافظات، يمكن لأعضاء الكنيسة فقط التصويت. استمر العدد في الانخفاض هناك. بينما كان يشبه مجتمع ماساتشوستس إنجلترا في كثير من النواحي، كان الانتخاب أكثر انتشارًا في المستعمرة مما كان عليه في البلد الأم، وكانت صلاحيات المسؤولين المنتخبين المحليين.